# Michael H. Crawford
Michael Crawford (Twickenham, 7 dicembre 1939) è uno storico e numismatico britannico specializzato in storia antica.
I suoi interessi di studio vertono sull'«economia antica e la storia monetaria, la storia dell'Italia antica e del diritto romano» e arrivano a lambire il Rinascimento, dove si concentrano sugli esordi dell'epigrafia e dell'archeologia come scienze.
Crawford è anche noto per essere l'autore di Roman Republican Coinage (RRC), testo di riferimento per la coniazione monetaria della repubblica romana.

## Biografia
Michael Crawford ha studiato alla St Paul's School presso l'Oriel College di Oxford, nonché alla British School di Roma.
Ha cominciato la sua attività didattica nel 1964 al Christ's College (Cambridge), dove ha avuto la cattedra di storia antica dal 1969 al 1986. Dal 1986 al 2005 ha insegnato all'University College London, dove ora è Emeritus Professor.
Ha collaborato con il Dipartimento di storia dell'University College, occupandosi tra l'altro del Progetto Volterra. Crawford è stato "Visiting Professor" all'Università di Pavia (1983 e 1992), École Normale Supérieure (1984), Università di Padova (1986), Università di San Marino (1989), Università di Milano (1990), Università dell'Aquila (1990), École pratique des hautes études (1997).
È stato eletto Fellow della British Academy nel 1980. Nel 1984 gli è stata conferita la medaglia della Royal Numismatic Society.

## Pubblicazioni
- Michael H. Crawford and Mary Beard (1999). Rome in the Late Republic. Duckworth Publishers. ISBN 0-7156-2928-X.
- M.H. Crawford, ed., Roman statutes (2 vols, Bulletin of the Institute of Classical Studies Supplement 64, London: Institute of Classical Studies, University of London, 1996)
- Arnaldo Momigliano; Michael H. Crawford, and C.R. Ligota (1995). Ancient history and the antiquarian: essays in memory of Arnaldo Momigliano. London: Warburg Institute. ISBN 0-85481-095-1.
- M.H. Crawford, ed., Antonio Agustin between Renaissance and counter-reform (London: Warburg Institute, 1993)
- Michael Crawford, The Roman republic (2nd edn, London: Fontana, 1992; 1st edn, Hassocks: Harvester Press; New Jersey: Humanities Press, 1978; London: Fontana, 1978)
- M. H. Crawford, C. R. Ligota, and J. B. Trapp (curatori), Medals and coins from Budé to Mommsen (London: Warburg Institute, 1990)
- A.M. Burnett and M.H. Crawford, The Coinage of the Roman world in the late Republic: proceedings of a colloquium held at the British Museum in September 1985 (British Archaeological Reports International Series 326, Oxford: British Archaeological Reports, 1987)
- T.J. Cornell, M.H. Crawford, and J. A. North, Art and production in the world of the Caesars (Milan: Olivetti, 1987)
- Michael H. Crawford, ed., L'Impero romano e le strutture economiche e sociali delle provincie (Como: Edizioni New Press, 1986)
- Michael H. Crawford, Coinage and money under the Roman Republic: Italy and the Mediterranean economy (London: Methuen, 1985)
- M.H. Crawford, A catalogue of Roman Republican coins in the collections of the Royal Scottish Museum, Edinburgh (Edinburgh: Royal Scottish Museum, 1984)
- Michael Crawford and David Whitehead, Archaic and Classical Greece: a selection of ancient sources in translation (Cambridge; New York: Cambridge University Press, 1983)
- Michael Crawford, ed., Sources for ancient history (Cambridge: Cambridge University Press, 1983)
- Michael H. Crawford, La moneta in Grecia e a Roma (Bari: Laterza, 1982)
- Michael Crawford, 'Economia imperiale e commercio estero', Tecnologia, economia e società nel mondo romano: Atti del Convegno di Como, 27-29 sett. 1979 (1980), 207-218
- Michael H. Crawford, 'Ancient Devaluations: a general theory', Collection de l'École française de Rome 37 (1978) Les "dévaluations" à Rome. Epoque républicaine et impériale (Rome, 13-15 nov. 1975), 147-158
- Michael H. Crawford, Roman Republican coinage (London: Cambridge University Press, 1974)
- Mark Hassall, Michael Crawford, and Joyce Reynolds, 'Rome and the eastern provinces at the end of the second century B.C.', Journal of Roman Studies 64 (1974), 195-200
- K.T. Erim, J. Reynolds, and M. Crawford, 'Diocletian's currency reform: a new inscription', Journal of Roman Studies 61 (1971), 171-177
- Michael Crawford, Coin hoards and the pattern of violence in the late Republic (London: R. Clay & Sons, 1969)
- M.H. Crawford, The financial organization of Republican Spain, Numismatic Chronicle 9 (1969), 79-93
- Michael H. Crawford, Roman Republican coin hoards (London: Royal Numismatic Society, 1969)
- Michael H. Crawford, 'The edict of M. Marius Gratidianus', Proceedings of the Cambridge Philological Society (1968), 1-4
- M.H. Crawford, 'War and finance', Journal of Roman Studies 54 (1964), 29-32